# M.2
M.2, известен преди като следващо поколение форм-фактор (NGFF), е спецификация за интерфейс на вътрешно монтирани компютърни карти за разширение и свързаните с тях конектори. M.2 заменя стандарта mSATA, който използва физическата карта и конекторите на PCI Express Mini Card. Използвайки по-гъвкава физическа спецификация, M.2 позволява различни ширини и дължини на модула и в съчетание с наличието на по-усъвършенствани интерфейсни функции, като цяло прави M.2 по-подходящ от mSATA за приложения за твърдо съхранение, особено в по-малки устройства като ултрабуци и таблети.
Интерфейсите на компютърната шина осигурени чрез M.2 конектора, са PCI Express 4.0, Serial ATA 3.0 и USB 3.0 (един логически порт за всеки от последните два). От производителя на хоста или модула M.2 зависи да избере кои интерфейси да се поддържат, в зависимост от желаното ниво на поддръжка на хоста и типа на модула. Различните вдлъбнатини за M.2 конектори обозначават различни цели и възможности както на M.2 хостовете, така и на модулите, и също така предотвратяват вмъкването на M.2 модулите в несъвместими хост конектори.
Спецификацията M.2 поддържа NVM Express (NVMe) като интерфейс на логическо устройство за M.2 PCI Express SSD дискове, в допълнение към поддържането на Advanced Host Controller Interface (AHCI) на ниво логически интерфейс. Докато поддръжката за AHCI гарантира обратна съвместимост на ниво софтуер с наследени SATA устройства и наследени операционни системи, NVM Express е проектиран да използва напълно възможностите на високоскоростните PCI Express устройства за съхранение за извършване на много Вход-Изход операции паралелно.

## Характеристика
M.2 модулите могат да интегрират множество функции, включително следните класове устройства: Wi-Fi, Bluetooth, сателитна навигация, комуникация в близко поле (NFC), цифрово радио, WiGig, безжична WAN (WWAN) и SSD дискове. Спецификацията SATA ревизия 3.2, в нейната златна ревизия през Август 2013, стандартизира M.2 като нов формат за устройства за съхранение и определя неговото хардуерно оформление. Шините, изложени през M.2 конектора, включват PCI Express 3.0 и по-нови, Serial ATA (SATA) 3.0 и USB 3,0; всички тези стандарти са обратно съвместими .
Спецификацията M.2 предоставя до четири PCI Express ленти и един логически SATA 3.0 (6 Gbit/s) порт и ги свързва през един и същ конектор, така че PCI Express и SATA устройства за съхранение могат да съществуват под формата на M.2 модули. Откритите PCI Express ленти осигуряват чиста PCI Express връзка между хоста и устройството за съхранение, без допълнителни слоеве на абстракция на шината. Спецификация PCI-SIG M.2, в нейната ревизия 1.0 от декември 2013, предоставя подробни спецификации на M.2.

### Интерфейси за съхранение
Налични са три опции за интерфейсите на логически устройства и команди, използвани за взаимодействие с устройства за съхранение на M.2, които могат да се използват в зависимост от типа M.2 устройство за съхранение и наличната поддръжка на операционна система  :с. 14
SATA
Използва се за SATA SSD дискове и се свързва чрез AHCI драйвер и SATA 3,0 (6Gbit/s) порт, открит през M.2 конектора.
PCI Express с помощта на AHCI
Използва се за PCI Express SSD дискове и се свързва чрез драйвера AHCI и осигурява PCI Express ленти, осигурявайки обратна съвместимост с широко разпространена SATA поддръжка в операционни системи с цената на по-ниска производителност. AHCI е разработен, когато целта на адаптера на хост шината (HBA) в системата е да свърже подсистемата CPU/памет с много по-бавна подсистема за съхранение, базирана на въртящи се магнитни носители ; в резултат на това AHCI има някои присъщи неефективности, когато се прилага към SSD устройства, които се държат много повече като RAM, отколкото като въртящи се медии.
PCI Express с помощта на NVMe
Използва се за PCI Express SSD и се свързва чрез NVMe драйвер и осигурява PCI Express ленти, като високопроизводителен интерфейс на хост контролера, проектиран и оптимизиран специално за взаимодействие с PCI Express SSD. NVMe е проектиран от самото начало, като се възползва от ниската латентност и подобрения паралелизъм на PCI Express SSD и допълва паралелизма на съвременните процесори, платформи и приложения. На високо ниво основните предимства на NVMe пред AHCI са свързани със способността на NVMe да използва паралелизъм в хардуера и софтуера на хоста, въз основа на предимствата на дизайна, които включват трансфер на данни с по-малко етапи, по-голяма дълбочина на опашките за команди и по-ефективна обработка на прекъсвания.